# The Walking Dead (Fernsehserie)/Staffel 11
Die Erstausstrahlung der elften und letzten Staffel der US-amerikanischen Fernsehserie The Walking Dead fand vom 22. August 2021 bis zum 20. November 2022 erneut beim US-amerikanischen Kabelsender AMC statt. Die deutschsprachige Erstausstrahlung war jeweils eine Stunde später, vom 23. August 2021 bis zum 21. November 2022 deutscher Zeit, auf ProSieben Fun zu sehen – noch vor der Veröffentlichung bei Disney+.

## Besetzung
Die letzte Staffel hat 23 Hauptdarsteller. Samantha Morton und Ryan Hurst werden aufgrund ihrer Charaktertode nicht mehr im Intro aufgeführt. Hingegen wurden Cooper Andrews und Callan McAuliffe ab Folge 1 hinzugefügt. Ab Folge 17 werden ebenfalls Matsuura, Fleming, Hilker, Robins, Hamilton, Ridloff, McClincy, Shaw, Lázaro und Theory im Intro aufgeführt, während McAuliffe ab Folge 10 nicht mehr gelistet wird. Alle, außer Theory, wurden vorher unter „Also Starring“ gelistet. Theory hingegen war vorher eine Nebendarstellerin. Des Weiteren wird Avi Nash wegen seines Charaktertods in der vorherigen Staffel nicht mehr gelistet, während Bingham und Collins unter „Also Starring“ gelistet werden.

### Hauptdarsteller
- Norman Reedus als Daryl Dixon
- Melissa McBride als Carol Peletier
- Lauren Cohan als Maggie Rhee
- Christian Serratos als Rosita Espinosa
- Josh McDermitt als Eugene Porter
- Seth Gilliam als Gabriel Stokes
- Ross Marquand als Aaron
- Khary Payton als Ezekiel Sutton
- Cooper Andrews als Jerry
- Callan McAuliffe als Alden
- Eleanor Matsuura als Yumiko Okumura
- Lauren Ridloff als Connie
- Cailey Fleming als Judith Grimes
- Nadia Hilker als Magna
- Cassady McClincy als Lydia
- Angel Theory als Kelly
- Paola Lázaro als Juanita „Princess“ Sanchez
- Michael James Shaw als Michael Mercer
- Josh Hamilton als Lance Hornsby
- Laila Robins als Pamela Milton
- Jeffrey Dean Morgan als Negan Smith
- Lynn Collins als Leah Shaw
- Margot Bingham als Maxxine „Max“/„Stephanie“ Mercer

## Episoden
| Nr. (ges.) | Nr. (St.) | Deutscher Titel                         | Originaltitel    | Erstausstrahlung USA | Deutschsprachige Erstausstrahlung (D) | Regie               | Drehbuch                                      | Quoten (USA) |
| ---------- | --------- | --------------------------------------- | ---------------- | -------------------- | ------------------------------------- | ------------------- | --------------------------------------------- | ------------ |
| 154        | 1         | Acheron: Teil I                         | Acheron: Part I  | 22. Aug. 2021        | 23. Aug. 2021                         | Kevin Dowling       | Angela Kang & Jim Barnes                      | 2,22 Mio.    |
| 155        | 2         | Acheron: Teil II                        | Acheron: Part II | 29. Aug. 2021        | 30. Aug. 2021                         | Kevin Dowling       | Angela Kang & Jim Barnes                      | 1,99 Mio.    |
| 156        | 3         | Gejagt                                  | Hunted           | 5. Sep. 2021         | 6. Sep. 2021                          | Frederick E.O. Toye | Vivian Tse                                    | 1,87 Mio.    |
| 157        | 4         | Ansichten                               | Rendition        | 12. Sep. 2021        | 13. Sep. 2021                         | Frederick E.O. Toye | Nicole Mirante-Matthews                       | 1,88 Mio.    |
| 158        | 5         | Aus der Asche                           | Out of the Ashes | 19. Sep. 2021        | 20. Sep. 2021                         | Greg Nicotero       | LaToya Morgan                                 | 1,91 Mio.    |
| 159        | 6         | Von innen herausIm Inneren 1            | On the Inside    | 26. Sep. 2021        | 27. Sep. 2021                         | Greg Nicotero       | Kevin Deiboldt                                | 1,78 Mio.    |
| 160        | 7         | VersprechenGebrochene Versprechen 1     | Promises Broken  | 3. Okt. 2021         | 4. Okt. 2021                          | Sharat Raju         | Julia Ruchman                                 | 1,89 Mio.    |
| 161        | 8         | Bis aufs BlutFür Blut 1                 | For Blood        | 10. Okt. 2021        | 11. Okt. 2021                         | Sharat Raju         | Erik Mountain                                 | 1,91 Mio.    |
| 162        | 9         | Der einzige WegKein anderer Weg 1       | No Other Way     | 20. Feb. 2022        | 21. Feb. 2022                         | Jon Amiel           | Corey Reed                                    | 1,76 Mio.    |
| 163        | 10        | Neuer LebensraumNeue Orte des Grauens 1 | New Haunts       | 27. Feb. 2022        | 28. Feb. 2022                         | Jon Amiel           | Magali Lozano                                 | 1,60 Mio.    |
| 164        | 11        | AbtrünnigEin abtrünniges Element 1      | Rogue Element    | 6. März 2022         | 7. März 2022                          | Michael Cudlitz     | David Leslie Johnson-McGoldrick               | 1,67 Mio.    |
| 165        | 12        | Die Glücklichen                         | The Lucky Ones   | 13. März 2022        | 14. März 2022                         | Tawnia McKiernan    | Vivian Tse                                    | 1,58 Mio.    |
| 166        | 13        | KriegsherrenWarlords 1                  | Warlords         | 20. März 2022        | 21. März 2022                         | Loren Yaconelli     | Jim Barnes & Erik Mountain                    | 1,79 Mio.    |
| 167        | 14        | Der verdorbene Kern                     | The Rotten Core  | 27. März 2022        | 28. März 2022                         | Marcus Stokes       | Erik Mountain & Jim Barnes                    | 1,55 Mio.    |
| 168        | 15        | Vertrauen                               | Trust            | 3. Apr. 2022         | 4. Apr. 2022                          | Lily Mariye         | Kevin Deiboldt                                | 1,67 Mio.    |
| 169        | 16        | Höhere GewaltGott 2                     | Acts of God      | 10. Apr. 2022        | 11. Apr. 2022                         | Catriona McKenzie   | Nicole Mirante-Matthews                       | 1,61 Mio.    |
| 170        | 17        | Lockdown                                | Lockdown         | 2. Okt. 2022         | 3. Okt. 2022                          | Greg Nicotero       | Julia Ruchman                                 | 1,19 Mio.    |
| 171        | 18        | Ein neuer Deal                          | A New Deal       | 9. Okt. 2022         | 10. Okt. 2022                         | Jeffrey F. January  | Corey Reed & Kevin Deiboldt Idee: Corey Reed  | 1,35 Mio.    |
| 172        | 19        | Variante                                | Variant          | 16. Okt. 2022        | 17. Okt. 2022                         | Karen Gaviola       | Vivian Tse                                    | 1,36 Mio.    |
| 173        | 20        | Was verloren gegangen ist               | What’s Been Lost | 23. Okt. 2022        | 24. Okt. 2022                         | Aisha Tyler         | Erik Mountain                                 | 1,36 Mio.    |
| 174        | 21        | Außenposten 22                          | Outpost 22       | 30. Okt. 2022        | 31. Okt. 2022                         | Tawnia McKiernan    | Jim Barnes                                    | 1,50 Mio.    |
| 175        | 22        | Glaube                                  | Faith            | 6. Nov. 2022         | 7. Nov. 2022                          | Rose Troche         | Nicole Mirante-Matthews & Magali Lozano       | 1,39 Mio.    |
| 176        | 23        | Familie                                 | Family           | 13. Nov. 2022        | 14. Nov. 2022                         | Sharat Raju         | Magali Lozano, Erik Mountain & Kevin Deiboldt | 1,47 Mio.    |
| 177        | 24        | Ruhe in Frieden                         | Rest in Peace    | 20. Nov. 2022        | 21. Nov. 2022                         | Greg Nicotero       | Corey Reed & Jim Barnes Idee: Angela Kang     | 2,27 Mio.    |

## Produktion und Hintergründe
Bereits vor Premiere der 10. Staffel – im Oktober 2019 – gab Angela Kang auf der Comic-Con in New York bekannt, dass die Serie um eine elfte Staffel verlängert wurde. Am 9. September 2020 wurde bekannt, dass die elfte Staffel insgesamt 24 Episoden beinhalten wird und gleichzeitig das Serienfinale darstellt.
Im März 2020 wurde bekanntgegeben, dass die Vorproduktion aufgrund der Covid-19-Pandemie unterbrochen wurde und die Dreharbeiten daher ebenfalls um mehrere Wochen verschoben werden. Die Dreharbeiten begannen schließlich im Februar 2021.